# La desconocida de Arrás
La desconocida de Arrás (L'Inconnue d'Arras) es una obra de teatro de Armand Salacrou, que data de 1935.

## Argumento
La obra parte del suicidio de Ulises, por culpa de la infidelidad de su mujer Yolanda con su mejor amigo Máximo.En los momentos previos al suicidio, el propio Ulises, recuerda junto a su siempre fiel mayordomo Nicolás, a todas aquellas personas que desde su nacimiento hasta ahora han significado algo para él. Durante el transcurso de la conversación, Ulises descubre cuál ha sido el verdadero motivo de su suicidio: una desconocida, de la que tan solo recuerda su voz. Fue durante la guerra, cuando la conoció. Ella buscaba desesperadamente a su hermana entre las ruinas y él al verla tan desesperada la consoló y ella por agradecimiento le ofreció sus labios, pero en un ataque de ira, él la toma por la fuerza y la golpea, para dejarla finalmente sola a merced de otros soldados y peligros.Él nunca ha podido olvidarlo ni perdonárselo.

## Representaciones
- Comédie des Champs-Élysées, París. 22 de noviembre de 1935. Estreno
- Teatro de Ensayo, Madrid, 1948
  - Intérpretes: Carmen Vázquez Vigo, María Jesús Valdés, Blanca Sendino.

### Televisión
- 16 de marzo de 1978, en el espacio Estudio 1, de TVE. Intérpretes: Marisa de Leza, Andrés Mejuto, Nicolás Dueñas, Agustín González, Manuel Alexandre, Aurora Redondo, José María Escuer, Pedro Mari Sánchez, Almudena Cotos.